# Jean d'Yd
Pour les articles homonymes, voir Perret.
Jean d'Yd, nom de scène de Paul Jean Félix Didier Perret, est un acteur français né le 17 mai 1880 dans le 10e arrondissement de Paris et mort le 14 mai 1964 à Vernon (Eure). Il est aussi actif dans le doublage.

## Biographie
« Artiste dramatique et dactylo », il est mobilisé en août 1914. Classé dans le service auxiliaire pour raisons médicales, il est affecté à la 22e section des commis et ouvriers d'administration. Promu au grade de sergent, il sert à l'arrière durant toute la guerre et est rendu à la vie civile en février 1919.
Jean d'Yd est le père de l'acteur Claude d'Yd (1922-2009) et des comédiennes Berthe d'Yd (1903-1990), Renée d'Yd (1906-2003) et Ginette d'Yd (1913-2005), et le grand-père de l'acteur Didier d'Yd (1933-1991).
Il est inhumé au cimetière parisien de Pantin dans la 17e division.

## Théâtre
- 1911 : L'Armée dans la ville de Jules Romains, mise en scène André Antoine, théâtre de l'Odéon.
- 1911 : Rivoli de René Fauchois, théâtre de l'Odéon.
- 1912 : La Foi d'Eugène Brieux, théâtre de l'Odéon.
- 1912 : Troïlus et Cressida de William Shakespeare, mise en scène André Antoine, théâtre de l'Odéon.
- 1912 : L'Honneur japonais de Paul Anthelme, théâtre de l'Odéon.
- 1912 : Faust de Johann Wolfgang von Goethe, théâtre de l'Odéon : Frosh (première le 21 décembre 1912 [3]).
- 1912 : Le Malade imaginaire de Molière, mise en scène André Antoine, théâtre Antoine.
- 1912 : Le Double Madrigal de Jean Auzanet, mise en scène André Antoine, théâtre de l'Odéon.
- 1913 : La Rue du Sentier de Pierre Decourcelle et André Maurel, théâtre de l'Odéon.
- 1913 : Rachel de Gustave Grillet, théâtre de l'Odéon.
- 1914 : Le Bourgeois aux champs d'Eugène Brieux, théâtre de l'Odéon.
- 1922 : La Flamme de Charles Méré, mise en scène Henri Hertz et Jean Coquelin, théâtre de l'Ambigu-Comique.
- 1924 : L'Âge de raison de Paul Vialar, théâtre de l'Avenue.
- 1925 : Le Lâche d'Henri-René Lenormand, mise en scène Georges Pitoëff, théâtre des Arts.
- 1926 : Jazz de Marcel Pagnol, théâtre des Arts.
- 1928 : César et Cléopâtre de George Bernard Shaw, mise en scène Georges Pitoëff, théâtre des Arts.
- 1930 : Donogoo de Jules Romains, mise en scène Louis Jouvet, théâtre Pigalle.
- 1933 : Peau d'Espagne de Jean Sarment, théâtre de l'Athénée.
- 1935 : Margot d'Édouard Bourdet, mise en scène Pierre Fresnay, théâtre Marigny.
- 1947 : Nous irons à Valparaiso de Marcel Achard, mise en scène Pierre Blanchar, théâtre de l'Athénée.
- 1948 : Nous irons à Valparaiso de Marcel Achard, mise en scène Pierre Blanchar, théâtre des Ambassadeurs.
- 1949 : Miss Mabel de Robert Cedric Sherriff, mise en scène Jean Mercure, théâtre Saint-Georges.
- 1951 : Mort d'un rat de Jan de Hartog, mise en scène Jean Mercure, théâtre Gramont.
- 1954 : Les Sorcières de Salem d'Arthur Miller, mise en scène Raymond Rouleau, théâtre Sarah Bernhardt.
- 1958 : Monsieur de France de Jacques François, mise en scène Christian-Gérard, théâtre des Bouffes-Parisiens.
- 1960 : La Petite Datcha de Vasiliei Vasil'evitch Chkvarkin, mise en scène René Dupuy, théâtre Daunou.
- 1961 : Le 10e Homme de Paddy Chayefsky, mise en scène Raymond Gérôme, théâtre du Gymnase.
- 1962 : Trencavel de Robert Collon, mise en scène Jean Mercure, théâtre Montparnasse.

## Filmographie
- 1923 : La Souriante Madame Beudet de Germaine Dulac
- 1923 : Gossette de Germaine Dulac : Monsieur de Varades.
- 1923 : La Dame de Monsoreau de René Le Somptier : Chicot
- 1923 : Le Chant de l'amour triomphant de Victor Tourjanski
- 1924 : La Main qui a tué de Maurice de Marsan et Maurice Gleize
- 1924 : L'Arriviste d'André Hugon : l'avocat général
- 1925 : Napoléon d'Abel Gance
- 1926 : Nitchevo de Jacques de Baroncelli
- 1928 : La Passion de Jeanne d'Arc de Carl Theodor Dreyer
- 1931 : Fra Diavolo de Mario Bonnard
- 1931 : La Fin du monde d'Abel Gance
- 1931 : Tu m'oublieras d'Henri Diamant-Berger
- 1932 : Monsieur de Pourceaugnac de Gaston Ravel et Tony Lekain
- 1932 : Direct au cœur de Roger Lion
- 1932 : Une heure, court métrage de Leo Mittler
- 1932 : La Vitrine, court métrage de Leo Mittler
- 1934 : Rothchild de Marco de Gastyne
- 1934 : Les Misérables de Raymond Bernard
- 1934 : Tartarin de Tarascon de Raymond Bernard
- 1934 : L'Article 330, court métrage de Marcel Pagnol
- 1935 : Amour et Publicité, court métrage de Leo Mittler
- 1938 : La Rue sans joie d'André Hugon
- 1938 : Alerte en Méditerranée de Léo Joannon : le père blanc
- 1939 : L'Émigrante de Léo Joannon
- 1939 : Entente cordiale de Marcel L'Herbier
- 1941 : Les Hommes sans peur d'Yvan Noé
- 1941 : Les Petits Riens de Raymond Leboursier
- 1942 : Les Visiteurs du soir de Marcel Carné
- 1942 : Félicie Nanteuil de Marc Allégret
- 1943 : L'Éternel Retour de Jean Delannoy
- 1945 : Jéricho d'Henri Calef.
- 1945 : La Vie de bohème de Marcel L'Herbier
- 1946 : Raboliot de Jacques Daroy
- 1946 : Impasse de Pierre Dard
- 1946 : Martin Roumagnac de Georges Lacombe
- 1946 : Rêves d'amour de Christian Stengel
- 1947 : Capitaine Blomet d'Andrée Feix
- 1947 : Le Cavalier de Croix-Mort de Lucien Ganier-Raymond
- 1948 : Les Dernières Vacances de Roger Leenhardt
- 1948 : Le Colonel Durand de René Chanas
- 1949 : Fantômas contre Fantômas de Robert Vernay
- 1950 : Dieu a besoin des hommes de Jean Delannoy
- 1950 : Justice est faite d'André Cayatte
- 1950 : La Belle que voilà de Jean-Paul Le Chanois
- 1951 : Agence matrimoniale de Jean-Paul Le Chanois
- 1953 : L'Affaire Maurizius de Julien Duvivier
- 1953 : Lucrèce Borgia de Christian-Jaque
- 1955 : Chiens perdus sans collier de Jean Delannoy
- 1956 : L'Homme et l'Enfant de Raoul André
- 1956 : Les Truands de Carlo Rim
- 1958 : Les Misérables de Jean-Paul Le Chanois
- 1959 : Les Naufrageurs de Charles Brabant

## Doublage

### Cinéma

#### Films
- Felix Aylmer dans : 
  - Quo vadis (1951) : Plautius
  - Ivanhoé (1952) : Isaac d'York

- 1935 : Fantôme à vendre : McLaggen père (Hay Petrie (en))
- 1935 : Capitaine Blood : un autre greffier du tribunal s'adressant à Peter Blood (Murray Kinnell)
- 1936 : Capitaine Janvier : capitaine Janvier (Guy Kibbee)
- 1938 : Vous ne l'emporterez pas avec vous : Grand-père Martin Vanderhof (Lionel Barrymore)
- 1940 : Rebecca : Ben (Leonard Carey)
- 1941[4] : Les Pionniers de la Western Union : Herman (Slim Summerville)
- 1943[5] : Fidèle Lassie : le duc de Rudling (Nigel Bruce)
- 1944[6] : Arsenic et Vieilles Dentelles : le juge Cullman (Vaughan Glaser)
- 1948 : La Cité sans voiles : Mr Batory (Grover Burgess)
- 1948 : Le Maître de Lassie : Lord Kilspindie (Lumsden Hare)
- 1948[5] : La Rivière d'argent :  "Buck" Chevigee (Monte Blue)
- 1948 : Le Garçon aux cheveux verts : Dr Knudson (Samuel S. Hinds)
- 1949 : La Fille du désert : le vieux prospecteur (Houseley Stevenson)
- 1949 : Le Rebelle : Henry Cameron (Henry Hull)
- 1952 : L'Étoile du destin : Maynard Cole (Russell Simpson)
- 1952 : Le Prisonnier de Zenda : le cardinal (Lewis Stone)
- 1953 : La Tunique : l'empereur romain Tibère (Ernest Thesiger)
- 1954 : L'Homme au million : Le duc de Frognal (A.E. Matthews)
- 1955 : La Nuit du chasseur : « Oncle » Birdie Steptoe (James Gleason)
- 1955 : Tout ce que le ciel permet : M. Adams (Anthony Jochim)
- 1956 : Le Shérif : Jake (Walter Brennan, 1er doublage)
- 1956 : La Caravane des hommes traqués : le 2e rancher (Harry Strang)
- 1956 : Les Dix Commandements : Simon (Francis McDonald)
- 1956 : Sous le signe de la croix : Le diacre (Marcello Giorda)